# Otto III (hrabia Ravensbergu)
Otto III (zm. w 1305/1306) – hrabia Ravensbergu od 1249.

## Życiorys
Otto był synem hrabiego Ravensbergu Ludwika oraz Adelajdy, córki hrabiego Dassel Adolfa I. Odzyskał Vlotho, zdobył także inne terytoria, utracił jednak dobra nad Amizą. 
Był żonaty z Jadwigą, córką Bernarda II z Lippe. Ich dziećmi byli:
- Oda, żona Jana I z Isenburga, hrabiego Limburga,
- Zofia, żona Hildebolda I, hrabiego Alt-Bruchhausen,
- Jadwiga, żona Torgilsa Knutssona, szwedzkiego marszałka królewskiego,
- Bernard, następca brata Ottona jako hrabia Ravensbergu,
- Herman, kanonik w Liège,
- Adelajda, żona Ottona I, landgrafa Hesji,
- Jutta, żona Henryka III, hrabiego Sondershausen,
- Otto IV, następca ojca jako hrabia Ravensbergu[1].